# Involutinida
Die Involutinida sind eine Ordnung gehäusetragender, meeresbewohnender Einzeller aus der Gruppe der Foraminiferen.

## Merkmale
Die Arten der Ordnung sezernieren ihre Gehäuse aus Aragonit, die Wandung ist bilamellar. Die Gehäuse sind zweikammerig, die erste Kammer wird dabei von der röhrenförmig gewundenen, zweiten Kammer umschlossen.

## Systematik
Die Ordnung besteht rezent aus nur einer Familie (Auswahl Gattungen):
- Planispirillinidae
  - Alanwoodia
  - Planispirillina
  - Conicospirillinoides
  - Trocholinopsis

## Nachweise
- Barun K. Sen Gupta: Systematics of modern Foraminifera. In: Barun K. Sen Gupta (Hrsg.): Modern Foraminifera. Springer Netherlands (Kluwer Academic), 2002, ISBN 1-4020-0598-9, S. 28.
- Alfred R. Loeblich, Jr., Helen Tappan: Foraminiferal genera and their classification. E-Book des Geological Survey Of Iran, 2005, Online, (Seite nicht mehr abrufbar. Suche in Webarchiven) letzter Zugriff 29. Dezember 2009.